# Макаренко, Элеонора Петровна
Элеонора Петровна Мака́ренко (род. 12 ноября 1969) — советская и российская футболистка, вратарь, футбольный арбитр.

## Биография
Воспитанница мордовского спорта, в детско-юношеском возрасте занималась настольным теннисом и дзюдо, первый тренер — Валерий Васильевич Корочков. Становилась призёром первенства республики по настольному теннису. После создания в Саранске футбольной команды «Светотехника»/«Крылья Советов» вошла в её состав, первоначально играла в поле, но вскоре стала выступать на позиции вратаря. Серебряный призёр одного из первых всесоюзных турниров (1988). Играла в первой лиге СССР и России. Признана лучшим вратарём турнира на призы газеты «Советская торговля» (1991). В начале 1990-х годов некоторое время была в составе клуба «Сибирячка» (Красноярск).
В середине 1990-х годов перешла в клуб «Лада» (Тольятти), в его составе выступала в высшей лиге России.
В дальнейшем выступала в мини-футболе, а также занималась судейством матчей по футболу и мини-футболу. Работает тренером в ДЮСШ № 12 г. Тольятти. Принимала участие в матчах ветеранов.
Сын Алексей занимался футболом, выступал на любительском уровне.